# Ieixivà

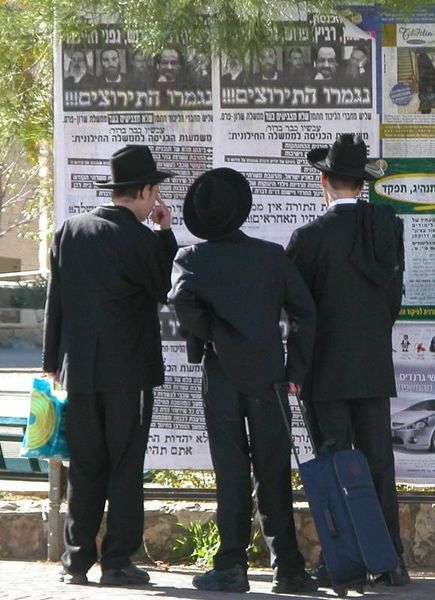
Estudiants d'una Ieixivà.

Una ieixivà (en hebreu: ישיבה) és un centre d'estudi de la Torà i del Talmud en el judaisme ortodox. Una ieixivà sol ser dirigida per un rabí anomenat Roix ieixivà (Cap de la ieixivà).
A la sala d'estudi hi ha bancs i taules, l'estudi es realitza en parelles, amb textos en arameu i en hebreu. El programa inclou l'estudi del Talmud i de l'halacà (lleis codificades). La jornada també està marcada per les tres oracions diàries. Els estudiants a les ieixivàs ortodoxes solen ser homes, el centre d'estudis equivalent a la iexivà per a dones s'anomena midraixa.
Avui en dia la iexivà més gran del món és la Beth Medrash Govoha de Lakewood, a Nova Jersey (Estats Units).